# Alice Bianquis Escande
Pour les articles homonymes, voir Bianquis.
Alice Bianquis-Escande, née le 20 octobre 1887 à Rouen (Seine-Inférieure) et morte le 5 septembre 1974 à Saint-Amand-les-Eaux (Nord) est diplômée de la Maison de santé protestante de Bordeaux et cofondatrice de l’hôpital-école Ambroise-Paré de Lille. 

## Biographie
Alice est la deuxième fille du pasteur Jean Bianquis et de Lucy Dugas (1880-1938). Elle est la deuxième de six enfants, deux filles (Geneviève Bianquis) et quatre garçons : Alfred, Jacques, Pierre (1893-1977), Philippe. 
Une grande affection la lie à sa sœur Geneviève. Elles s’écrivent toute leur vie. Cependant, cette correspondance a été détruite par Alice peu avant son décès. Son père, Jean Bianquis (1853-1935), licencié ès lettres, a décidé de devenir pasteur. En 1882, il exerce son ministère pastoral à Rouen où il succède à son père Alfred Bianquis (1827-1887). Sa mère, Lucy Dugas, issue d’une famille protestante cévenole aisée, excellente musicienne, a un caractère irascible qui rend l’atmosphère familiale lourde. Elle remplit les obligations dévolues à une femme de pasteur sans s’investir dans un militantisme particulier. 

### Formation rouennaise 1887-1897
Geneviève et Alice sont très proches de leur père quand celui-ci exerce son ministère auprès de l’Église réformée de Rouen. Il aime se promener avec elles dans les rues de Rouen où il leur apprend à lire en déchiffrant les plaques des noms de rues. Quand elles sont plus grandes, il leur fait admirer l’architecture et leur récite des vers, souvent ceux d'Alfred de Musset, son auteur favori. En outre, Geneviève et Alice accompagnent leur père à des assemblées de prière dans la campagne avoisinante. C’est l’occasion d’échanger des idées philosophiques et religieuses. À Rouen, le couple pastoral fréquente les familles des paroissiens Beigbeder, Gast, Hérubel, Baumgartner et Matter. 

### Formation parisienne 1897-1919
En 1897, son père seconde Alfred Boegner comme secrétaire général au comité de la Société des missions. La famille déménage pour Paris et s’installe 102, boulevard Arago, où elle est logée par la Société des missions évangéliques. Son père, très pris par ses nouvelles responsabilités, accorde moins de temps à Alice qui en souffre et se réfugie dans la musique. Elle garde toute sa vie une profonde admiration pour son père qu’elle cite souvent en exemple à ses enfants.
Quand elle a 15 ans, son père (accompagné de sa femme) part à Madagascar de 1901 à 1903, envoyé comme missionnaire par la Société des missions évangéliques, à la suite de l’assassinat des missionnaires en place. Alice continue ses études à Paris, tout en allant passer ses vacances chez son oncle paternel Joseph (1866-1934), qui a succédé à Jean comme pasteur à Marsauceux (près de Dreux) ; il accueille les enfants Bianquis. À 15 ans, elle souffre d’infection pulmonaire et d’otites. Elle est gravement malade, et se repose pendant plusieurs mois pour sa convalescence chez cet oncle Joseph. Sa mère revient de Madagascar pour être à son chevet, son père passant seul sa dernière année de mission. De cet épisode particulièrement douloureux, Alice garde un début de surdité. En fait, c’est le début d’une otospongiose, maladie congénitale qui ne se développe qu’à partir de la puberté et qui s’aggrave à chaque grossesse. 

### Études et engagements militants
Tout en suivant avec succès ses études secondaires au lycée Fénelon, elle étudie la musique avec passion. Elle joue du piano et du violon. Elle est l’élève de Vincent d'Indy (1851-1931) à la Schola Cantorum, école inaugurée en 1896. En 1906, elle obtient un diplôme de premier degré de piano avec la mention très bien, puis, en 1907, un diplôme de composition avec la mention très bien, et de contrepoint avec la mention bien. Très douée, encouragée par ses professeurs, elle veut faire de la musique son métier, mais ses parents l’en dissuadent.
Depuis son enfance rouennaise, elle développe une amitié très complice avec Thérèse Matter, qu’elle rencontre souvent. Très proche aussi de Jane Pannier (1875-1944), elle s’investit dans les mouvements féminins de jeunesse protestante et est une des organisatrices de la première conférence des étudiantes le 1er novembre 1908, qui fait connaître le travail de l’abolitionniste Josephine Butler (1828-1907), en présence de Ruth Rouse (secrétaire adjointe de la Fédération universelle des associations chrétiennes d'étudiants (FUACE)). Elle participe à l’installation de la Fédé des étudiantes rue Jean de Beauvais, Paris Ve, en novembre 1909. Ses parents l’orientent vers des études de garde-malade. En 1910, elle entre à l’École de la Maison de santé protestante de Bordeaux (MSP), dirigée par le Dr Anna Hamilton. Elle en sort diplômée en 1912. Elle y noue de solides amitiés avec certaines de ses compagnes : Eva Durrleman, Thérèse Matter, Madeleine Rives, Élisabeth Rouffiac. Avec les trois premières, elle décide de fonder un hôpital-école, comme celui d’Anna Hamilton. Alice séjourne, comme beaucoup de jeunes protestantes, quelques mois en Angleterre et en Allemagne pour parfaire sa connaissance des langues. Trop passionnée par la musique, elle ne se décide pas à prendre un poste de garde-malade hospitalière. 

### Affectations pendant la Grande Guerre
À la déclaration de guerre, elle s’engage et est affectée d’août 1914 à avril 1915 à l’hôpital auxiliaire situé 35, rue de Trévise, à Paris dans le IXe arrondissement, siège de la branche française de l'Union chrétienne de jeunes gens (UCJG). Puis, jusqu’en mars 1916, à Vittel, où elle retrouve Thérèse Matter, Eva Durrleman et Madeleine Rives. Ensuite elle est affectée à Bar-le-Duc pour un mois et de juillet 1916 à avril 1917 à Moulins, puis de juin à octobre 1917 à Châlons-sur-Marne, où elle retrouve de nouveau Madeleine Rives. Jusqu’en décembre 1918, elle est affectée à cinq ambulances dont la dernière à Cuperly (Aisne) près de Soissons, financée par les Américaines venues avec Anne Morgan (1873-1952). Elle reste mobilisée jusqu’en mai 1919 à l’hôpital de Thionville. En avril 1917, elle a la douleur d’apprendre le décès de son frère Jacques, tué sur le front dans la Marne. Ses parents lui demandent alors de ne pas trop exposer sa vie. 

### Mariage
En 1919, ses parents achètent une grande maison de campagne pour leur retraite, le Dolivet, à Plottes (Saône-et-Loire), où Alice et sa famille passent de nombreuses vacances, ce qui maintient le lien familial entre les frères, sœurs, et neveux. Alice fait connaissance avec le pasteur Alfred Escande (1882-1979), aumônier militaire, qu’ont très bien connu Thérèse Matter et Eva Durrleman lors des combats des Dardanelles. Ses amies ont souvent parlé d’Alice à Alfred. Ils se connaissent par personnes interposées et s’écrivent sans s’être rencontrés. Dès leur démobilisation, ils se rencontrent et décident de se marier.
Le 10 juillet 1919, Alice, revêtue de son uniforme de la MSP, entourée de ses amies elles aussi revêtues de leur uniforme de la MSP, épouse Alfred Escande dans le jardin de la Maison des missions. C’est son père, Jean Bianquis, qui les marie. Pour leur voyage de noces, ils sont invités par Jane et Jacques Pannier dans leur moulin, à la campagne. 

### Vie matrimoniale
Alfred est d’abord pasteur dans le Poitou à Rom, un petit bourg près de Melle. Le couple pastoral embauche Marianne, une aide familiale efficace qui va travailler pour eux jusqu’en 1952. Alice, enceinte, suit avec intérêt le voyage d’Éva et de Thérèse aux États-Unis. Thérèse lui a promis de revenir pour l’aider pour son accouchement, mais en son absence, c’est son mari qui l’aide à accoucher de leur première fille, Jeanne-Marie. Quand Alice se rend à Paris, elle est logée chez ses amies Éva et Thérèse, rue Lamarck, Paris XVIIIe. C’est là qu’elles établissent des plans pour fonder un hôpital-école. Thérèse se déplace pour aider Alice dans les accouchements de Jacques et de Lucette. Après 1923, l’hôpital-école Ambroise-Paré est ouvert à Lille, et Alice s’y rend pour ses accouchements. Le couple a sept enfants, trois filles et quatre garçons : Jeanne-Marie (1920), Jacques (1921), Lucette (1923), Jean- Claude (1924), François (1926), Valdo (1928), Idelette (1931). 
À Rom, la vie semble assez calme pour Alice, même si la porte du presbytère est toujours ouverte aux paroissiens. Elle écrit des articles pour le petit journal paroissial, et consacre tous ses après-midi à la correspondance. Elle fait des traductions de textes anglais et allemands qu’elle diffuse autour d’elle. Malgré sa surdité, elle communique grâce à l’écriture avec de nombreuses personnes. Son frère Pierre est devenu médecin et s’est installé dans la commune de Montrouge, en banlieue parisienne. Il suit les travaux de l’Institut de service social que dirigera Jeanne de Joannis, lui-même y donnera des consultations. 
À partir de 1930, son mari est nommé à Valenciennes jusqu’en 1952, ce qui permet à Alice de se rapprocher de ses amies. Elle suit avec beaucoup d’intérêt les études de ses enfants. Elle traduit l’œuvre d’un théologien allemand pour la thèse de théologie d’un de ses fils. De 1952 à 1964, Alfred est en semi-retraite à la tête d’une paroisse à Corbeil, dans la région parisienne. Deux de ses fils sont devenus pasteurs missionnaires en Afrique, et une de leurs filles, Lucie, sort diplômée de l’hôpital Ambroise-Paré de Lille avant d’entreprendre des études de médecine. Elle exerce comme médecin en milieu rural dans le Nord. 
Alice, par son choix de vie, ses engagements et ceux de ses enfants, pasteurs missionnaires, est, parmi les enfants de Jean Bianquis, celle qui aura perpétué son œuvre.  

## Archives
- Archives de la Maison de santé protestante de Bordeaux.
- Archives de la Maison de santé Ambroise-Paré de Lille.
- Archives de l’Association d’hygiène sociale de l’Aisne.
- Library of the Hoover Institution on War evolution and Peace, Stanford University (California), Women in the first and second World Wars, A check list of the holdings of the Hoover Institution on War evolution and Peace, compiled by Helena Wedborn, 1988, p. 73.
- Archives de la famille Bianquis, publication des lettres échangées par Alfred et Alice tout au long de leur vie ; publication familiale.
- Evelyne Diebolt, Entretiens avec la fille d’Alice, Mme le Dr Lucie Vernier-Escande 2003-2008.